# Nobuyuki Tsugata
Nobuyuki Tsugata est un historien de l'animation, né en 1968 à Amagasaki au Japon. Il a étudié à l'université Kindai puis a ensuite travaillé pour l'université Kyoto Seika.